# Villaeles de Valdavia
Villaeles de Valdavia és un municipi de la província de Palència a la comunitat autònoma de Castella i Lleó (Espanya). Limita al sud amb Villamelendro de Valdavia, a l'oest amb Villabasta de Valdavia, al Nord amb Arenillas de San Pelayo, i a l'Est amb San Martín del Monte.

## Demografia
| 1991 | 1996 | 2001 | 2004 |
| ---- | ---- | ---- | ---- |
| 107  | 90   | 82   | 74   |